# Desmognathus imitator
Desmognathus imitator е вид земноводно от семейство Plethodontidae.

## Разпространение
Видът е разпространен в Тенеси и Северна Каролина, САЩ.